# James-Ensor-Haus

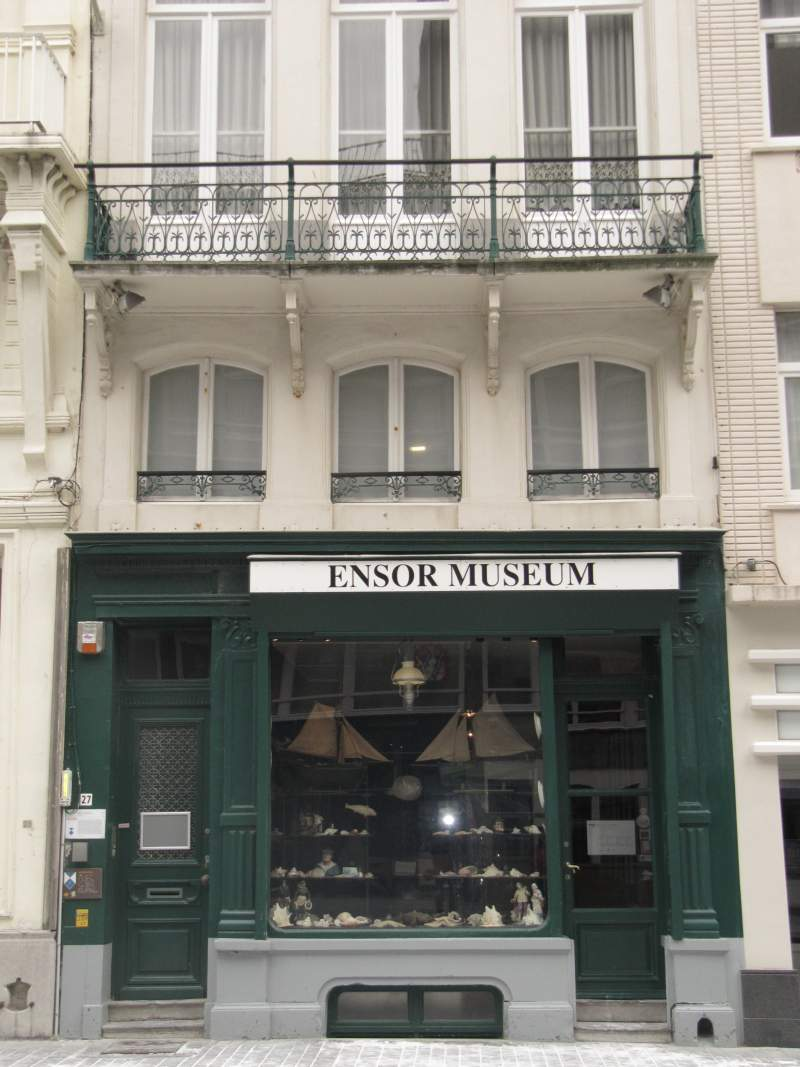
James Ensor Museum, Vlaanderenstraat27, Ostende, Belgien

Das James-Ensor-Haus (niederländisch: James Ensorhuis) ist ein Museum für Bildende Künste im belgischen Nordseebadeort Ostende. Es war das letzte Wohnhaus mit Atelier des belgischen Malers und Zeichners James Ensor (1860–1949), bekannt als „Maler der Masken“ und Vorläufer des Expressionismus. Das Museum befindet sich im Besitz der Stadt Ostende.

## 1917 bis 1949
James Ensor erbte 1917 das schmale dreistöckige Stadthaus in der Vlaanderenstraat 27, nahe der Strandpromenade in  Ostende, von seinem Onkel Leopold Haegheman und seiner Tante. Sie hatten im Erdgeschoss  des Gebäudes, das aus dem 19. Jahrhundert stammt, einen Andenkenladen betrieben, in dem sie Ansichtskarten, Souvenirs wie Muscheln, Spielzeug sowie  Masken verkauften, die vor allem zur Karnevalszeit besonders beliebt waren.
James Ensor schloss das Geschäft nach kurzer Zeit, ließ die Einrichtung und Ausstattung des Erdgeschosses jedoch unverändert. Er zog zusammen mit seinem Diener Auguste Van Yper in das Haus und wohnte und arbeitete dort bis zu seinem Tod im November 1949. Er führte ein offenes Haus für Freunde, Bewunderer, Kritiker, Journalisten und prominente Gäste.

## 1949 bis 1973
Freunde James Ensors bemühten sich nach dessen Tod darum, das Gebäude zu seinem Andenken als Museum zu erhalten. 1952 wurde das Museum eröffnet, jedoch waren viele Teile des Mobiliars bereits versteigert worden. Ensors Bilder, die zu seinen Lebzeiten in den Räumen gehangen hatten, befinden sich heute in bedeutenden Museen und privaten Sammlungen. 1956 kam das Haus in das Eigentum der Stadt Ostende. Wegen hoher Instandhaltungskosten verfiel es zunehmend. Das Museum wurde geschlossen. Zeitweilig wurde über einen Abriss diskutiert. 1973 unternahmen Ensor-Freunde einen neuen Anlauf. Das Haus wurde umfassend renoviert.  Daran hatte der Konservator Frank Edebau (1915–1987)  besonderen Anteil.

## Seit 1974
Im September 1974 wurde das Haus in Anwesenheit der belgischen Königin Fabiola wieder als Museum eröffnet. Im  Erdgeschoss mit dem einstigen Andenkenladen  werden die Besucher willkommen geheißen. Hier können Besucher Fotopostkarten mit Szenen aus Ensors Leben und Kunstpostkarten kaufen. Ein ausgestelltes Foto zeigt, wie der Andenkenladen einst aussah. Geradeaus führt die Treppe zum Zwischengeschoss mit Toiletten, die der Öffentlichkeit nicht zugänglich sind. In einem kleinen Raum auf dieser Ebene ist die Plastik „Armer Lauser, der sich wärmt“ des hyperrealistischen belgischen Bildhauers  Jacques Verduyn (* 1946) in Lebensgröße nachgestellt. Im Raum auf der Vorderseite des Hauses befindet sich die Dokumentenstube mit Wechselausstellungen.
Im ersten Obergeschoss liegt auf der Vorderseite zur Straße der Blaue Salon Ensors, der ihm als Esszimmer und Empfangsraum, Atelier und Werkstatt diente.  Das Mobiliar ist original, doch an Stelle der Gemälde aus dem Besitz Ensors befinden sich hier zumeist Reproduktionen, darunter des großformatigen Werks von 1889 „Der Einzug Christi in Brüssel“. Das Original befindet sich im J. Paul Getty Museum in Los Angeles. Es wird umrahmt von Reproduktionen von Radierungen, darunter „Hop-Frogs Rache“ (1898), „Die Liebfrauenkirche zu Mariakerke“ (1936), „Gestrandete Boote“ (1888), „Musik in der Flandernstraße“ (1891), „Teufel, die mich quälen“ (1895), „Christus stillt den Sturm“ (1886). 
Das Plakat zu seiner  Ausstellung „La Plume“ (1898) ist auf Ensors Staffelei ausgestellt. Weitere Reproduktionen zeigen Arbeiten Ensors, die sich in Museen wie dem Museum der Schönen Künste in Antwerpen oder dem Königlichen Museum der Schönen Künste in Brüssel befinden. Auffälligstes Möbel ist neben dem Klavier der barocke Prunkschrank, der verschiedentlich in Ensors Werken dargestellt wird.
Die Räume im zweiten Obergeschoss wurden nicht wiederhergestellt und sind der Öffentlichkeit nicht zugänglich.